# Dabhol
Dabhol es una ciudad censal situada en el distrito de Ratnagiri en el estado de Maharashtra (India). Su población es de 7038 habitantes (2011). Se encuentra en la desembocadura del río Vashishti, a 142 km de Pune.

## Demografía
Según el censo de 2011 la población de Dabhol era de 7038 habitantes, de los cuales 3515eran hombres y 3523 eran mujeres. Dabhol tiene una tasa media de alfabetización del 88,33%, superior a la media estatal del 82,34%: la alfabetización masculina es del 92,98%, y la alfabetización femenina del 83,74%.